# 相良頼央
相良 頼央（さがら よりひさ）は、肥後国人吉藩の第8代藩主。

## 生涯
元文2年（1737年）7月3日、第6代藩主・相良長在の次男として生まれる。母は側室・於要。長在の死去の時点で幕府に出生が届けられていた男子は正室・寿昌院所生の嫡男頼峯のみだったため、頼央は前藩主の実弟であるにもかかわらず、公にはこれを長在の長女・為姫と一門の相良頼直の子を養子に迎えたということにした。公的な系譜の『寛政重修諸家譜』には頼峯の甥、家中の資料『探源記』と『相良家譜』には頼峯の弟と記載されているのはこのためである。
宝暦8年（1758年）に頼峯が死去したため、その末期養子となって家督を継いだ。宝暦9年（1759年）6月から人吉に入って藩政を執るが、同年閏7月15日に薩摩瀬屋敷（現熊本県人吉市下薩摩瀬町近辺）観欄亭で休養していたところ何者かに鉄砲で撃たれて負傷し、その傷がもとで1か月後の8月3日に死去した。享年23。
銃声が聞こえたのだから暗殺に他ならないとして、人吉藩の一部からは背後関係の調査を訴える声が上がったが、藩上層部は聞こえたのは子供の遊戯による竹鉄砲（爆竹）と結論してこれを病死として処理した。故にこの暗殺事件は「竹鉄砲事件」と呼ばれることになる。事実関係は明らかにされなかったものの、当時からこの暗殺の背景には前藩主時代から対立していた相良氏の一門が関与していたことが噂されていた。
事件後、急遽寿昌院の弟である日向高鍋藩主・秋月種美の三男・晃長を末期養子として迎え、家督を継がせた。これで人吉藩の取りつぶしは避けられたものの、相良家の血統は断絶、以後人吉藩では10年間に4代の藩主を次々に他家から迎えるという混乱の時代に入る。

## 系譜
父母
- 相良長在（実父）
- 於要（実母） - 都築氏、側室
- 相良頼峯（養父）
- 相良頼直（公式の父）
- 為姫（公式の母） - 相良長在の長女

養子
- 相良晃長 - 秋月種美の三男

## 補注
1. ↑  相良左仲頼直とは別人。公式の父。
2. ↑  公式の母
3. ↑  異説として享保20年（1735年）。
4. ↑  異説として8月11日、公式には8月13日。